# Si può fare... amigo
Si può fare... amigo è un film western del 1972 diretto da Maurizio Lucidi.

## Trama
Coburn Thompson, vagabondo di buoni sentimenti, si ritrova a proteggere l'orfanello Chip Anderson da una banda di malviventi capeggiata da James e dal prete-sceriffo Franciscus, che vuole mettere le mani su un terreno ricco di petrolio ereditato dal bambino. Lo aiuta Sonny, un cinico pistolero nerovestito, che gira accompagnato da un gruppo di ballerine da saloon e da sua sorella Mary, innamorata di Coburn.

## Omaggi
- La locandina del film compare nel film del 1972, diretto da Billy Wilder, Che cosa è successo tra mio padre e tua madre?.